# Зубчатая извилина

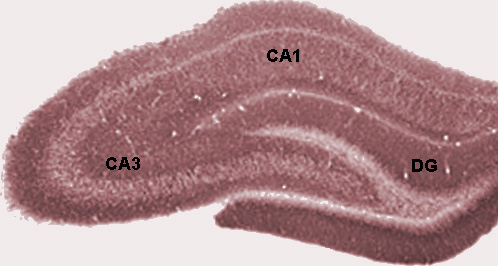
Зоны гиппокампа. Зубчатая извилина (DG) — справа

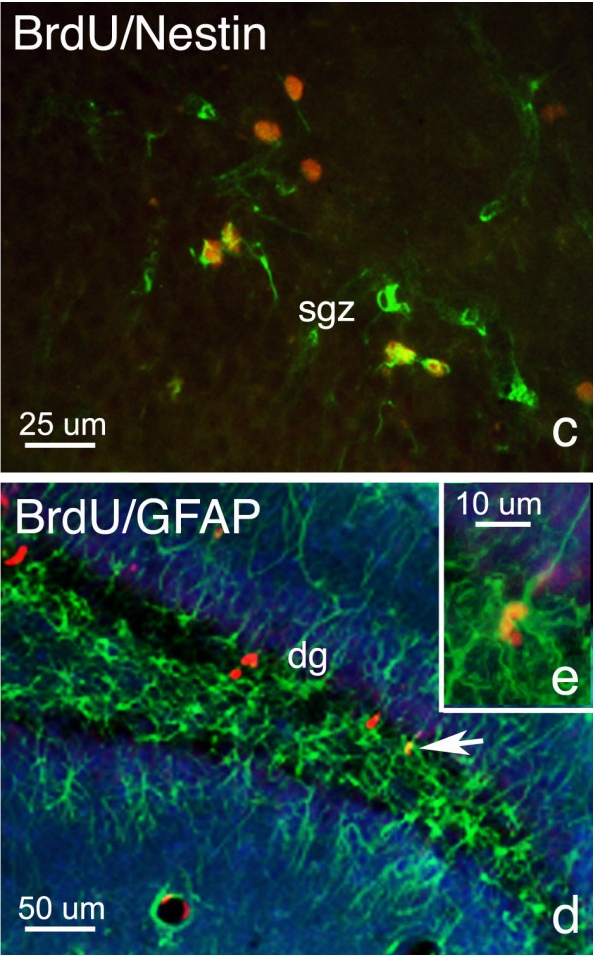
Фенотипы пролиферирующих клеток в зубчатой извилине. Фрагмент иллюстрации из работы Faiz et al., 2005 (sgz=субгранулярная зона)

Зубчатая извилина (лат. gyrus dentatus) или зубчатая фасция гиппокампа (лат. fascia dentata hippocampi) — зазубренная извилина, расположенная в глубине борозды гиппокампа и переходящая в ленточную извилину. В некоторых классификациях она вместе с аммоновым рогом считается частью самого гиппокампа, однако большинство авторов относят её к гиппокамповой формации. В её структуре выделяют три слоя: полиморфный хилус, гранулярный слой и молекулярный слой, который непрерывно переходит в молекулярный слой гиппокампа.
Зубчатая извилина, наряду с обонятельной луковицей и мозжечком, относится к немногим областям мозга, в которых возможен нейрогенез (образование новых нервных клеток) у взрослых организмов.